# Glacier Robson
Le glacier Robson est un glacier situé à la frontière entre les provinces de l'Alberta et de la Colombie-Britannique sur la ligne de partage des eaux, à l'est du lac Berg (en) dans le parc provincial du Mont-Robson. Les eaux de fonte du glacier Robson alimentent le lac Robson (en) (nom non officiel) et la rivière Robson (en), l'un des affluents de la rivière Fraser.
Le glacier s'étend sur le flanc nord-est du mont Robson, dans les Rocheuses canadiennes.